# Cosmo Oro
Cosmo Serie Oro - Classici della Narrativa di Fantascienza (Serie Cosmo Aur - Clasici ai științifico-fantasticului), mai cunoscută sub numele de Cosmo Oro datorită culorii aurii a coperților, este o serie de science fiction publicată de Editrice Nord din 1970 până în 2003 într-un total de 202 de volume.
Împreună cu seria Cosmo Argento, a făcut cunoscut pe scară largă științifico-fantasticul în Italia, care în acea vreme era prezent doar prin povestiri și romane foileton în reviste distribuite la chioșcuri. Editrice Nord și-a distribuit volumele în cea mai populară piață de librării din Italia.

## Lista de volume
- 1 - Robert Anson Heinlein, it:Cittadino della galassia,  iunie 1970, ISBN 88-429-0298-5
- 2 - John W. Campbell, it:Aarn Munro il gioviano,  1971, ISBN 88-429-0299-3
- 3 - Isaac Asimov, it:Stelle come polvere,  1972, ISBN 88-429-0300-0
- 4 - L. Sprague de Camp, it:Abisso del passato,  1972, ISBN 88-429-0301-9
- 5 - Robert Anson Heinlein, Stella doppia,  1972, ISBN 88-429-0302-7
- 6 - Henry Kuttner, Furia,  1972, ISBN 88-429-0303-5
- 7 - Alfred Elton van Vogt, it:Slan,  1973, ISBN 88-429-0304-3
- 8 - Frank Herbert, Dune,  1973, ISBN 88-429-0305-1
- 9 - Alfred Elton van Vogt, it:Non-A,  1973, ISBN 88-429-0306-X
- 10 - Edgar Rice Burroughs, it:John Carter di Marte,  1973, ISBN 88-429-0307-8
- 11 - Robert Anson Heinlein, it:Sesta colonna,  1974, ISBN 88-429-0308-6
- 12 - Frank Herbert, it:Messia di Dune,  1974, ISBN 88-429-0309-4
- 13 - Jack Williamson, it:Gli Umanoidi,  1974, ISBN 88-429-0310-8
- 14 - Theodore Sturgeon, it:Nascita del superuomo,  1974, ISBN 88-429-0311-6
- 15 - Philip José Farmer, it:Fabbricanti di universi,  1974, ISBN 88-429-0312-4
- 16 - Isaac Asimov, it:La terra è abbastanza grande,  1975, ISBN 88-429-0313-2
- 17 - James Blish, it:Guerra al grande nulla,  1975, ISBN 88-429-0314-0
- 18 - René Barjavel, it:La notte dei tempi,  1975, ISBN 88-429-0315-9
- 19 - Fritz Leiber, it:Il Grande Tempo,  1975, ISBN 88-429-0316-7
- 20 - Larry Niven e Jerry Pournelle, it:La strada delle stelle,  1975, ISBN 88-429-0317-5
- 21 - Alfred Elton van Vogt, it:I ribelli dei 50 soli,  1976, ISBN 88-429-0318-3
- 22 - Philip José Farmer, it:Notte di luce,  1976, ISBN 88-429-0319-1
- 23 - Alfred Bester, it:Destinazione stelle,  1976, ISBN 88-429-0320-5
- 24 - John Wyndham, it:Il popolo segreto,  1976, ISBN 88-429-0321-3
- 25 - John W. Campbell, it:Isole nello spazio,  1976, ISBN 88-429-0322-1
- 26 - Alfred Elton van Vogt, it:La guerra contro i Rull,  1977, ISBN 88-429-0323-X
- 27 - Frank Herbert, I figli di Dune,  mai 1977, ISBN 88-429-0324-8
- 28 - Robert Anson Heinlein, it:Straniero in terra straniera,  luglio 1977, ISBN 88-429-0325-6
- 29 - Philip K. Dick, it:La svastica sul sole,  octombrie 1977, ISBN 88-429-0326-4
- 30 - Frederik Pohl e Jack Williamson, it:Le scogliere dello spazio,  decembrie 1977, ISBN 88-429-0327-2
- 31 - Eric Frank Russell, it:Schiavi degli invisibili,  1978, ISBN 88-429-0328-0
- 32 - John Brunner, it:Il telepatico,  1978, ISBN 88-429-0329-9
- 33 - Alfred Elton van Vogt, it:Le armi di Isher,  1978, ISBN 88-429-0330-2
- 34 - Fritz Leiber, it:L'alba delle tenebre,  1978, ISBN 88-429-0331-0
- 35 - Harry Harrison, it:Pianeta impossibile,  1978, ISBN 88-429-0332-9
- 36 - Kurt Vonnegut, it:Distruggete le macchine,  1979, ISBN 88-429-0333-7
- 37 - Robert Anson Heinlein, it:Lazarus Long, l'immortale,  1979, ISBN 88-429-0334-5
- 38 - Frederik Pohl, it:La porta dell'infinito,  1979, ISBN 88-429-0335-3
- 39 - Philip José Farmer, it:Il mondo di Lavalite,  1979, ISBN 88-429-0336-1
- 40 - Alfred Elton van Vogt, it:Destinazione universo,  1979, ISBN 88-429-0337-X
- 41 - Vonda McIntyre, it:Il serpente dell'oblio,  1980, ISBN 88-429-0338-8
- 42 - Philip K. Dick, it:I simulacri,  1980, ISBN 88-429-0339-6
- 43 - E. E. Smith, it:Skylark I,  1980, ISBN 88-429-0340-X
- 44 - Edgar Rice Burroughs, it:Le pedine di Marte,  1980, ISBN 88-429-0341-8
- 45 - Jack Vance, it:I principi Demoni,  1980, ISBN 88-429-0342-6
- 46 - Kurt Vonnegut, it:Le sirene di Titano,  1981, ISBN 88-429-0343-4
- 47 - Roger Zelazny, Io, Nomikos l'immortale,  1981, ISBN 88-429-0344-2
- 48 - Edgar Rice Burroughs, it:La mente di Marte,  1981, ISBN 88-429-0345-0
- 49 - Jack Vance, it:Gli Amaranto,  1981, ISBN 88-429-0346-9
- 50 - E. E. Smith, it:Astronave Skylark 2,  1981, ISBN 88-429-0347-7
- 51 - Alfred Elton van Vogt, it:La città immortale,  1982, ISBN 88-429-0348-5
- 52 - Edgar Rice Burroughs, it:I guerrieri di Marte,  1982, ISBN 88-429-0349-3
- 53 - Frank Herbert, it:L'imperatore dio di Dune,  1982, ISBN 88-429-0350-7
- 54 - Frederik Pohl, it:Oltre l'orizzonte azzurro,  1982, ISBN 88-429-0351-5
- 55 - Edgar Rice Burroughs, it:Llana di Gathol,  1982, ISBN 88-429-0352-3
- 56 - Jack Vance, it:Gli ultimi principi,  1982, ISBN 88-429-0353-1
- 57 - Harry Harrison, it:Il pianeta dei dannati,  1983, ISBN 88-429-0354-X
- 58 - Keith Laumer, it:I mondi dell'impero,  1983, ISBN 88-429-0355-8
- 59 - Jack Vance, it:La terra di Ern,  1983, ISBN 88-429-0356-6
- 60 - Clifford D. Simak, it:Il papa definitivo,  1983, ISBN 88-429-0357-4
- 61 - Poul Anderson, it:Dominic Flandry - libro 1,  1983, ISBN 88-429-0358-2
- 62 - Theodore Sturgeon, it:Cristalli sognanti,  1984, ISBN 88-429-0359-0
- 63 - Julian May, it:La terra dai molti colori,  1984, ISBN 88-429-0360-4
- 64 - Poul Anderson, it:Dominic Flandry - libro 2,  1984, ISBN 88-429-0361-2
- 65 - Ursula Le Guin, it:La mano sinistra delle tenebre,  1984, ISBN 88-429-0362-0
- 66 - Frank Herbert, it:Gli eretici di Dune,  1984, ISBN 88-429-0363-9
- 67 - Jack Williamson, it:La stirpe dell'uomo,  1984, ISBN 88-429-0364-7
- 68 - Poul Anderson, it:Dominic Flandry - libro 3,  1985, ISBN 88-429-0365-5
- 69 - Julian May, it:Il collare d'oro,  1985, ISBN 88-429-0366-3
- 70 - Jules Verne, Padrone del mondo,  1985, ISBN 88-429-0367-1
- 71 - Frederik Pohl, it:Appuntamento con gli Heechee,  1985, ISBN 88-429-0368-X
- 72 - Brian Aldiss, it:La primavera di Helliconia,  1985, ISBN 88-429-0369-8
- 73 - David Brin, it:Le Maree di Kithrup,  1985, ISBN 88-429-0370-1
- 74 - Julian May, it:Il re non nato,  1985, ISBN 88-429-0371-X
- 75 - Frank Herbert, it:La rifondazione di Dune,  1986, ISBN 88-429-0372-8
- 76 - Julian May, L'avversario,  1986, ISBN 88-429-0373-6
- 77 - John Brunner, La prova del fuoco,  1986, ISBN 88-429-0374-4
- 78 - Philip K. Dick, it:Cacciatore di androidi,  1986, ISBN 88-429-0375-2
- 79 - Brian Aldiss, it:L'estate di Helliconia,  1986, ISBN 88-429-0376-0
- 80 - William Gibson, it:Neuromante,  1986, ISBN 88-429-0377-9
- 81 - Gregory Benford, it:Nell'oceano della notte,  1986, ISBN 88-429-0378-7
- 82 - Poul Anderson, it:Dominic Flandry - libro 4,  1987, ISBN 88-429-0379-5
- 83 - Brian Aldiss, it:L'inverno di Helliconia,  1987, ISBN 88-429-0380-9
- 84 - Isaac Asimov, it:Le migliori opere di SF,  1987, ISBN 88-429-0381-7
- 85 - Frederik Pohl, it:Gli annali degli Heechee,  1987, ISBN 88-429-0382-5
- 86 - Gregory Benford, it:Attraverso un mare di soli,  1987, ISBN 88-429-0383-3
- 87 - Orson Scott Card, it:Il gioco di Ender,  1987, ISBN 88-429-0384-1
- 88 - Frank Riley e Mark Clifton, it:La macchina dell'eternità,  1988, ISBN 88-429-0385-X
- 89 - Orson Scott Card, it:Il riscatto di Ender,  1988, ISBN 88-429-0386-8
- 90 - Kate Wilhelm, it:Gli eredi della Terra,  1988, ISBN 88-429-0387-6
- 91 - David Brin, it:I signori di Garth,  1988, ISBN 88-429-0388-4
- 92 - Carolyn J. Cherryh, it:La Lega dei mondi ribelli,  1988, ISBN 88-429-0389-2
- 93 - Poul Anderson, it:Orion risorgerà,  1988, ISBN 88-429-0390-6
- 94 - Larry Niven, it:I burattinai,  1988, ISBN 88-429-0391-4
- 95 - Julian May, it:L'intervento,  1988, ISBN 88-429-0392-2
- 96 - Jack Vance, it:Stazione Araminta,  1988, ISBN 88-429-0393-0
- 97 - John Brunner, it:Tutti a Zanzibar,  1988, ISBN 88-429-0394-9
- 98 - Poul Anderson, it:Tau Zero,  1989, ISBN 88-429-0395-7
- 99 - Harry Harrison, it:L'era degli Ylanè,  1989, ISBN 88-429-0396-5
- 100 - Edmond Hamilton, it:I sovrani delle stelle,  1989, ISBN 88-429-0397-3
- 101 - Gregory Benford, it:Timescape,  1989, ISBN 88-429-0398-1
- 102 - Wilson Tucker, L'anno del sole quieto,  1989, ISBN 88-429-0399-X
- 103 - Robert Anson Heinlein, it:Starman Jones,  1989, ISBN 88-429-0400-7
- 104 - Frederik Pohl e C.M. Kornbluth, it:Gladiatore in legge,  1989, ISBN 88-429-0401-5
- 105 - David Brin, it:Spedizione Sundiver,  1989, ISBN 88-429-0402-3
- 106 - Harry Harrison, it:Jim DiGriz l'implacabile,  1989, ISBN 88-429-0403-1
- 107 - Harry Harrison, it:Il nemico degli Ylanè,  1990, ISBN 88-429-0404-X
- 108 - George R. Stewart, it:La terra sull'abisso,  1990, ISBN 88-429-0405-8
- 109 - Harry Harrison, it:Il ritorno di Jim DiGriz,  1990, ISBN 88-429-0406-6
- 110 - Charles R. Tanner, it:Tumithak dei corridoi,  1990, ISBN 88-429-0407-4
- 111 - Ursula Le Guin, it:I reietti dell'altro pianeta,  1990, ISBN 88-429-0408-2
- 112 - Harry Harrison, Scontro finale,  1990, ISBN 88-429-0409-0
- 113 - Christopher Priest, Mondo alla rovescia,  1990, ISBN 88-429-0410-4
- 114 - C. J. Cherryh, it:Cyteen,  1990, ISBN 88-429-0411-2
- 115 - Jack Williamson, it:Il millennio dell'antimateria,  1991, ISBN 88-429-0412-0
- 116 - Larry Niven e Jerry Pournelle, it:Il giorno dell'invasione,  1991, ISBN 88-429-0413-9
- 117 - E. E. Smith, it:La saga dei Lensmen,  1991, ISBN 88-429-0414-7
- 118 - C. J. Cherryh, it:I mondi del sole morente,  1991, ISBN 88-429-0415-5
- 119 - Philip José Farmer, it:Gli amanti di Siddo,  1991, ISBN 88-429-0416-3
- 120 - Donald Kingsbury, Geta,  1991, ISBN 88-429-0417-1
- 121 - Orson Scott Card, it:Ender III - Xenocidio,  1991, ISBN 88-429-0418-X
- 122 - E. E. Smith, La saga dei Lensmen II: La pattuglia galattica,  1992, ISBN 88-429-0419-8
- 123 - Lois McMaster Bujold, it:Il gioco dei Vor,  1992, ISBN 88-429-0420-1
- 124 - C. J. Cherryh, it:I 40.000 di Gehenna,  1992, ISBN 88-429-0421-X
- 125 - Sheri S. Tepper, it:Le torri del dominio,  1992, ISBN 88-429-0422-8
- 126 - Larry Niven, it:Un dono dalla Terra,  1992, ISBN 88-429-0423-6
- 127 - Edgar Rice Burroughs, it:Carson di Venere,  1992, ISBN 88-429-0424-4
- 128 - Jack Vance, it:I segreti di Cadwal,  1992, ISBN 88-429-0425-2
- 129 - James H. Schmitz, it:Le streghe di Karres,  1993, ISBN 88-429-0426-0
- 130 - E. E. Smith, it:La saga dei Lensmen III: Il secondo impero,  1993, ISBN 88-429-0427-9
- 131 - Robert Silverberg, it:Il tempo delle metamorfosi,  1993, ISBN 88-429-0703-0
- 132 - Lois McMaster Bujold, it:Barrayar,  1993, ISBN 88-429-0711-1
- 133 - Larry Niven, it:Pianeta di schiavi,  1993, ISBN 88-429-0720-0
- 134 - Edgar Rice Burroughs, it:Odissea su Venere,  1993, ISBN 88-429-0727-8
- 135 - Vernor Vinge, it:Universo incostante,  1993, ISBN 88-429-0738-3
- 136 - John Brunner, it:Il gregge alza la testa,  1994, ISBN 88-429-0752-9
- 137 - Julian May, it:Jack dai mille volti,  1994, ISBN 88-429-0761-8
- 138 - Jack Vance, it:La terra morente,  1994, ISBN 88-429-0766-9
- 139 - Connie Willis, it:L'anno del contagio,  1994, ISBN 88-429-0772-3
- 140 - Brian Aldiss, it:Il lungo meriggio della Terra,  1994, ISBN 88-429-0781-2
- 141 - Philip José Farmer, it:La macchina della creazione,  1994, ISBN 88-429-0787-1
- 142 - Larry Niven e Jerry Pournelle, it:Nell'occhio del gigante,  1994, ISBN 88-429-0796-0
- 143 - Orson Scott Card, it:Il custode dell'uomo,  1995, ISBN 88-429-0811-8
- 144 - Harry Harrison, it:Jim DiGriz e il pianeta maledetto,  1995, ISBN 88-429-0821-5
- 145 - L. Ron Hubbard, it:Ritorno al domani,  1995, ISBN 88-429-0825-8
- 146 - Lois McMaster Bujold, it:I due Vorkosigan,  1995, ISBN 88-429-0832-0
- 147 - Jack Vance, it:Throy, il terzo continente,  1995, ISBN 88-429-0843-6
- 148 - Larry Niven, it:Il segreto dei costruttori di Ringworld,  1995, ISBN 88-429-0849-5
- 149 - Samuel Delany, Triton,  1995, ISBN 88-429-0861-4
- 150 - L. Ron Hubbard, it:L'ultimo vessillo,  1996, ISBN 88-429-0876-2
- 151 - John Barnes, it:Sistema virtuale XV,  1996, ISBN 88-429-0882-7
- 152 - Tanith Lee, it:Nata dal vulcano,  1996, ISBN 88-429-0888-6
- 153 - Jack London, it:Il morbo scarlatto,  1996, ISBN 88-429-0894-0
- 154 - Tanith Lee, it:Vazkor figlio di Vazkor,  1996, ISBN 88-429-0901-7
- 155 - Julian May, it:Maschera di diamante,  1996, ISBN 88-429-0908-4
- 156 - James Tiptree Jr., La via delle stelle,  1996, ISBN 88-429-0928-9
- 157 - Anne McCaffrey, it:Prova di sopravvivenza,  1996, ISBN 88-429-0933-5
- 158 - Lois McMaster Bujold, it:Cetaganda,  1996, ISBN 88-429-0940-8
- 159 - Joe Haldeman, it:Guerra eterna,  1996, ISBN 88-429-0944-0
- 160 - L. Ron Hubbard, it:La trama proibita,  1997, ISBN 88-429-0946-7
- 161 - Anne McCaffrey, it:Il volo del drago,  1997, ISBN 88-429-0949-1
- 162 - Edgar Rice Burroughs, it:Il popolo della Luna,  1997, ISBN 88-429-0959-9
- 163 - Orson Scott Card, it:I figli della mente,  1997, ISBN 88-429-0968-8
- 164 - Julian May, Magnificat,  1997, ISBN 88-429-0971-8
- 165 - L. Ron Hubbard, it:Il soldato della luce,  1997, ISBN 88-429-0857-6
- 166 - Anne McCaffrey, it:I dragonieri di Pern,  1997, ISBN 88-429-0983-1
- 167 - Lois McMaster Bujold, Memory,  1997, ISBN 88-429-0991-2
- 168 - Anne McCaffrey, it:Il drago bianco,  1998, ISBN 88-429-1008-2
- 169 - P. Sterner Meek, it:Awlo di Ulm,  1998, ISBN 88-429-1017-1
- 170 - L. Ron Hubbard, it:Schiavi del sonno,  1998, ISBN 88-429-1027-9
- 171 - Greg Bear, /Slant,  1998, ISBN 88-429-1036-8
- 172 - Stephen Baxter, Ring,  1998, ISBN 88-429-1042-2
- 173 - Lois McMaster Bujold, it:L'apprendista ammiraglio Miles Vorkosigan,  1998, ISBN 88-429-1052-X
- 174 - James Blish, it:Le città volanti,  1998, ISBN 88-429-1050-3
- 175 - Leigh Brackett, it:La città proibita,  1999, ISBN 88-429-1073-2
- 176 - John MacDonald, it:Il mondo dei vigilanti,  1999, ISBN 88-429-1078-3
- 177 - Bob Shaw, it:L'invasione dei Ptertha,  1999, ISBN 88-429-1093-7
- 178 - Edmond Hamilton, it:Il lupo dei cieli,  1999, ISBN 88-429-1097-X
- 179 - Vernor Vinge, it:Quando la luce tornerà,  1999, ISBN 88-429-1107-0
- 180 - Leigh Brackett, it:Skaith,  1999, ISBN 88-429-1110-0
- 181 - David Brin, Il pianeta proibito,  1999, ISBN 88-429-1115-1
- 182 - Lois McMaster Bujold, Gravità zero,  2000, ISBN 88-429-1124-0
- 183 - Bob Shaw, it:L'attacco di mondo,  2000, ISBN 88-429-1127-5
- 184 - Bob Shaw, it:Verso l'ignoto,  2000, ISBN 88-429-1136-4
- 185 - David Brin, it:Le rive dell'infinito,  2000, ISBN 88-429-1143-7
- 186 - J. H. Rosny, it:La guerra del fuoco,  2000, ISBN 88-429-1150-X
- 187 - David Brin, it:I confini del cielo,  2000, ISBN 88-429-1152-6
- 188 - Lois McMaster Bujold, it:Miles Vorkosigan alle frontiere dell'ignoto,  2000, ISBN 88-429-1159-3
- 189 - Stanley G. Weinbaum, it:Un'odissea marziana,  2001, ISBN 88-429-1169-0
- 190 - Lester Del Rey, L'undicesimo comandamento,  2001, ISBN 88-429-1174-7
- 191 - James White, it:Stazione Ospedale,  2001, ISBN 88-429-1180-1
- 192 - James White, it:Ospedale da combattimento,  2001, ISBN 88-429-1191-7
- 193 - Stephen Baxter, it:Il secondo viaggio,  2002, ISBN 88-429-1199-2
- 194 - Stephen Bury, it:Il presidente: Interface,  2002, ISBN 88-429-1204-2
- 195 - Raymond F. Jones, it:L'uomo dei due mondi,  2002, ISBN 88-429-1210-7
- 196 - Murray Leinster, it:Il pianeta dimenticato,  2002, ISBN 88-429-1216-6
- 197 - Lois McMaster Bujold, it:Komarr,  2002, ISBN 88-429-1224-7
- 198 - Orson Scott Card, it:L'ombra di Ender,  2002, ISBN 88-429-1226-3
- 199 - Michael Flynn, it:La grande congiura,  novembre 2002, ISBN 88-429-1214-X
- 200 - Arthur C. Clarke, 2001: Odissea nello spazio,  marzo 2003, ISBN 88-429-1248-4
- 201 - Lois McMaster Bujold, it:Guerra di strategie,  aprilie 2003, ISBN 88-429-1249-2
- 202  - Michael Crichton, Andromeda,  aprilie 2003, ISBN 88-429-1259-X

## Legături externe
- Cosmo Oro la fantascienza.com

## Vezi și
- Fantacollana
- 1970 în științifico-fantastic
- 2003 în științifico-fantastic
- Științifico-fantasticul în Italia